# Sport Club Santos Dumont
El Sport Club Santos Dumont fue un equipo de fútbol de Brasil que jugó en el Campeonato Baiano, la primera división del estado de Bahía.

## Historia
Fue fundado el 3 de mayo de 1904 en el municipio de Salvador, Bahia en homenaje al piloto Alberto Santos Dumont, y tuvo como su primer presidente a Otaviano da Sousa Paraíso.
El club debuta en el Campeonato Baiano en 1906; y en 1908 llega a la final del Campeonato Baiano por primera vez y la pierde, y en 1909 vuelve a llegar a la final del campeonato estatal y obtiene el mismo resultado.
En 1910 se convierte en campeón estatal por primera vez de manera invicta al vencer en la final al Esporte Clube Vitória por marcador de 2-1, aunque en la siguiente temporada no pudo retener el título y terminó en el tercer lugar. El club estuvo un año ausente de la liga y desaparece en 1913.
El club participó en seis temporadas del Campeonato Baiano, en donde nunca bajó del tercer lugar, disputando tres finales estatales y ganando una de ellas, donde disputó 34 partidos donde registró 13 victorias, ocho empates y ocho derrotas, anotó 46 goles y recibió 44.

## Palmarés
- Campeonato Baiano: 1

1910